# Casa del fascio (Vidigulfo)
L'ex Casa del Fascio è un edificio situato a Vidigulfo, in Via Guglielmo Marconi 22, ed è opera dell'ingegnere Camillo Bianchi. Inaugurato nel 1937- 40, l'edificio è stato utilizzato come Oratorio di San Biagio. L'ex Casa del Fascio nata sulle orme della Chiesa e Oratorio dedicata a San Biagio è ora sede della Polizia Locale, Comune e Scuola Media Statale Giovanni XXIII di Vidigulfo nasce il 1º settembre 2012 dalla fusione della Direzione Didattica e della Presidenza. Essa comprendeva le scuole secondarie di Vidigulfo, Lardirago e San Genesio.

## Storia
Nella metà del XIX secolo, a Vidigulfo sorgeva una piccola Chiesa (successivamente oratorio), dedicata a San Biagio. Questo edificio affonda le sue radici negli anni della nascita di Vidigulfo come entità propria, con una comunità ben distinta e due nobili famiglie, i Landriani e i Mantegazza. Un effetto positivo del rifiuto del paganesimo fu l'impulso dato all'edificazione di luoghi di culto cristiano. La struttura aveva uno sviluppo longitudinale su un'unica via principale dalla chiesa al castello e aveva una funzione funeraria. Nel IX e X secolo, lo stile dell'oratorio di San Biagio fu influenzato dall'architettura carolingia. L'edificio era formato da un locale quadrato di 6 metri per lato con una piccola abside rotonda di 4 metri di diametro dove era collocato l'altare principale. Nel corso dei secoli, diverse visite pastorali documentarono lo stato dell'edificio. Nel 1700, la situazione migliorò, ma persistettero problemi strutturali come la mancanza di vetri nelle finestre e la necessità di riparazioni. Nel XVII secolo, nonostante la situazione precaria, furono fatti tentativi di miglioramento, inclusa la protezione delle finestre e la pulizia dei dintorni. Nel XVIII secolo, durante una visita pastorale, fu notato che il soffitto a cassettoni minacciava rovina e richiedeva riparazioni. L'altare maggiore era finalmente rivestito di legno e due altari minori erano dedicati a San Carlo e a Sant'Antonio. La grande rilevanza storica la possiede la torre centrale alta ben 32 metri che fu simbolo del paese e del periodo fascista, realizzata durante le ristrutturazioni avvenute all'oratorio (rendendo così anch'esso rilevante dal punto di vista storico), collocata all'ingresso dell'attuale Scuola Media Statale Giovanni XXIII.

## Descrizione
Nel corso dei secoli il complesso, che costituì poi la Casa Del Fascio, subì diverse modifiche. Nel 1700, il clima politico e l'instaurazione del Regno d'Italia portarono alla sua decadenza. Nel 1867, fu dichiarata la soppressione definitiva e la sua chiusura. Tuttavia, dopo varie ristrutturazioni nel tempo, l'edificio si è suddiviso in più parti con destinazioni d'uso differenti, dando vita alla sede della Polizia Locale, alla Scuola media statale Giovanni XXIII e alla Casa Comunale del paese di Vidigulfo.
La Sede della Polizia Locale presenta una facciata che combina funzionalità e sobrietà, mantenendo uno stile architettonico che si integra armoniosamente con l'ambiente circostante. La facciata della struttura è rettangolare e si sviluppa su più piani. La parte dell'edificio dedicata alla sede è intonacata e dipinta in tonalità neutre, prevalentemente bianco o grigio chiaro, conferendo un aspetto ordinato e professionale. L'ingresso principale è posto al centro della facciata ed è evidenziato da una porta robusta, realizzata in metallo per garantire sicurezza e la porta è incorniciata da semplici elementi architettonici. Le finestre sono disposte in modo simmetrico rispetto all'asse centrale dell'edificio; ogni finestra è dotata di cornici semplici, in linea con lo stile sobrio e funzionale della struttura, e munite di inferriate per garantire maggiore sicurezza. Sono installati sistemi di sicurezza visibili, come telecamere di sorveglianza, per garantire la protezione dell'edificio e del personale. Nel complesso, la facciata della struttura della Polizia Locale rispecchia un design essenziale e funzionale, in linea con le esigenze operative del servizio.
La Scuola Media Statale Giovanni XXIII si distingue per il suo aspetto accogliente e funzionale, con elementi architettonici che riflettono un ambiente educativo moderno e inclusivo. La facciata della parte del complesso dedicata alla scuola è caratterizzata da una struttura rettangolare, uno sviluppo su più piani e una torre alta 32 metri che risale all'età Fascista con una struttura realizzata in mattoni dov'è ritenuta l'elemento distintivo e più importante di tutto il paese. L'intonaco esterno dell'istituto comprensivo è dipinto in tonalità chiare e vivaci, come bianco, beige e giallo chiaro, che conferiscono un'atmosfera luminosa e positiva. L'ingresso principale è posto al centro della facciata ed è evidenziato da una porta ampia e accogliente, realizzata in vetro e metallo per creare un ambiente aperto e trasparente. Sopra la porta d'ingresso è presente un'insegna con il nome della scuola e, talvolta, lo stemma cittadino o il logo dell'istituto. Le finestre sono disposte in modo simmetrico rispetto all'asse centrale della facciata, contribuendo a un aspetto ordinato e armonioso. Le finestre sono ampie e dotate di cornici semplici, garantendo una buona illuminazione naturale all'interno delle aule. Nel complesso, la facciata della Scuola Media Statale Giovanni XXIII di Vidigulfo riflette un design funzionale e accogliente, con una cura per i dettagli che crea un ambiente stimolante e sicuro per l'educazione e la crescita degli studenti.
Il Comune si presenta con una facciata semplice e funzionale, tipica degli edifici pubblici italiani di piccole dimensioni. Il prospetto principale è caratterizzato da una simmetria equilibrata con una struttura rettangolare, intonacata e dipinta in tonalità neutre, come bianco, beige o grigio chiaro. L'edificio si sviluppa su più piani, con un tetto a falde. L'ingresso principale è evidenziato da un portone centrale, decorato con elementi architettonici quali colonne o cornici. Le finestre sono disposte simmetricamente rispetto all'asse centrale della facciata. Le cornici delle finestre sono decorate con modanature semplici, contribuendo all'estetica complessiva dell'edificio. Di fronte all'ingresso principale, è presente un piccolo parcheggio e un'area pedonale, offrendo uno spazio funzionale e accogliente per i visitatori. Nel complesso, la facciata del Comune di Vidigulfo rispecchia un design funzionale e accogliente, con una cura per i dettagli che riflette il rispetto per la tradizione e la comunità locale.

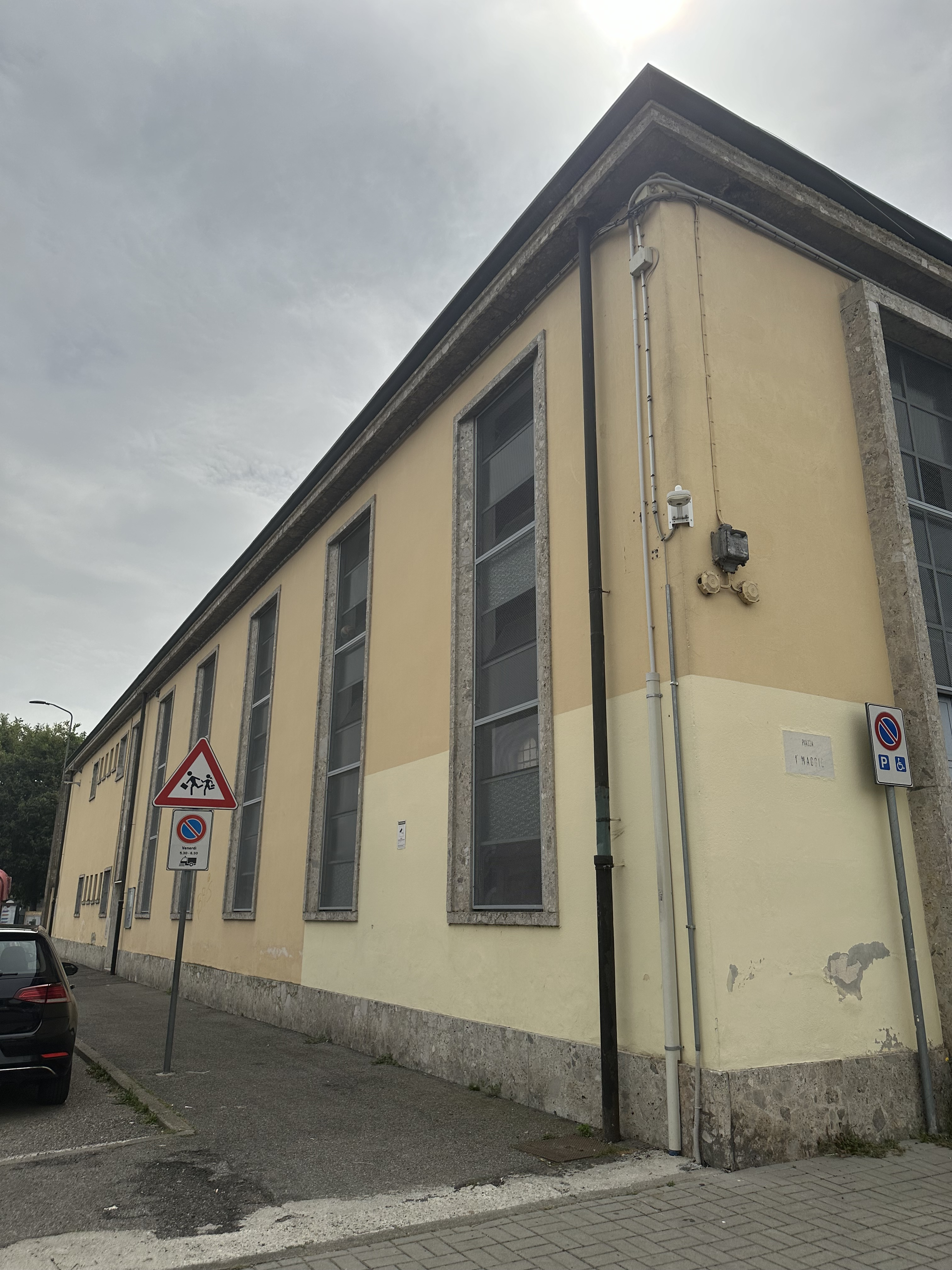
Sezione Prospettica Ovest
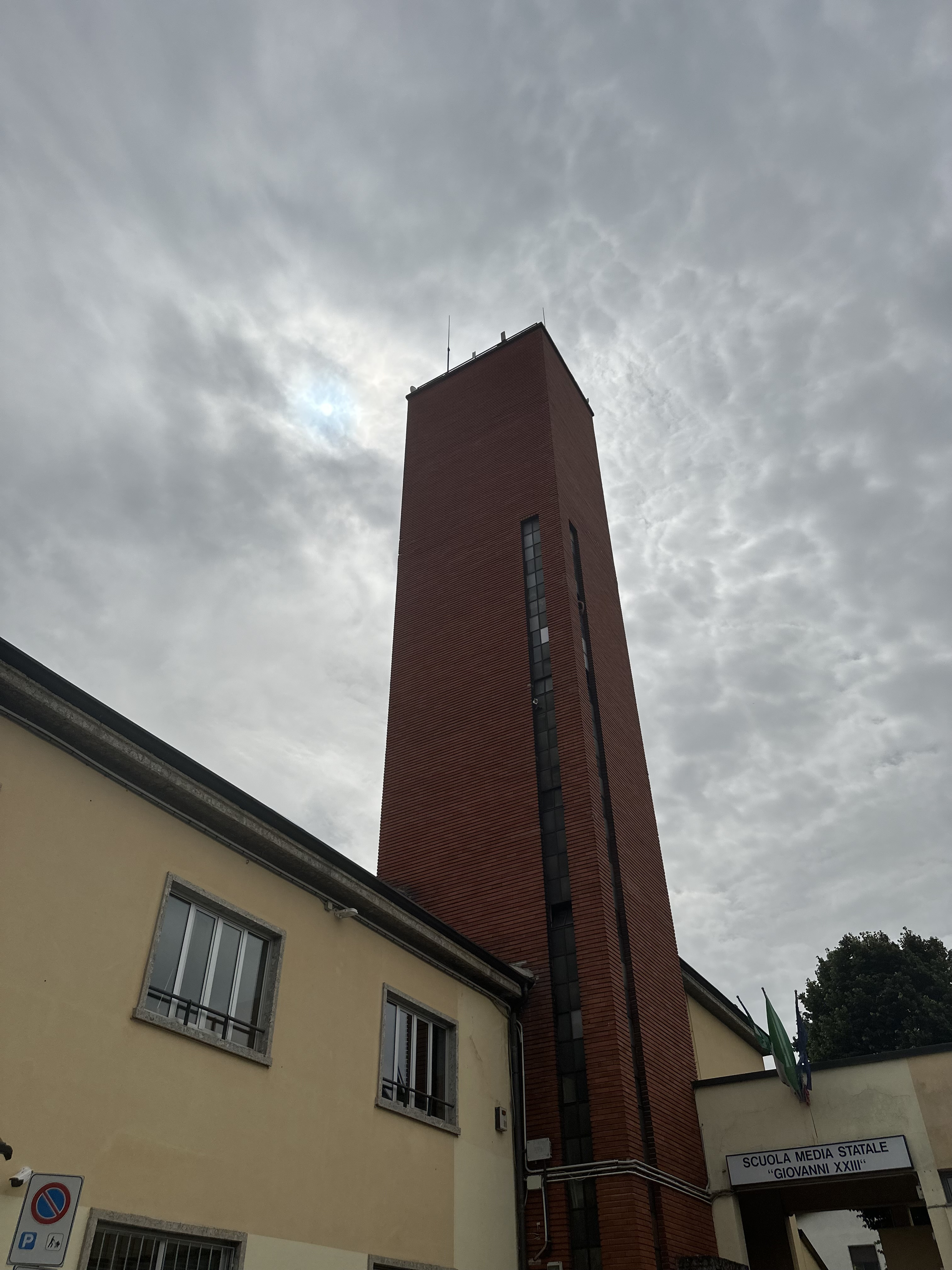
Prospettiva Scuola Media Statale Giovanni XIII